# Dave Hill (acteur)
Pour les articles homonymes, voir Dave Hill (homonymie) et Hill.
David 'Dave' Hill, né le 16 octobre 1945 à Skipton (West Riding of Yorkshire), est un acteur britannique.

## Biographie
Il fréquente l'Ermysted's Grammar School (en). Il est apparu dans The Full Monty ainsi que dans de nombreux autres films et séries télévisées.

## Carrière
Hill commence à jouer dans la série télévisée Armchair Theatre en 1967, après quoi il est apparu dans plus de 135 autres séries télévisées et films. Il a joué dans Coronation Street (1970-1971 et 1982), Grange Hill (1991), Inspecteur Wexford (1989-1992), Chef ! (1996). Il est surtout connu pour avoir tenu le rôle de Bert Atkinson dans EastEnders de 2006 à 2007 et en 2017.

## Filmographie partielle

### Au cinéma
- 1982 : Britannia Hospital : Jeff
- 1982 : Meurtre dans un jardin anglais : M. Herbert
- 1985 : Turtle Diary : chauffeur de taxi
- 1997 : The Full Monty : Alan
- 1997 : Au cœur de la tourmente (Swept from the Sea) de Beeban Kidron :
- 2000 : Sept Jours à vivre (Seven Days to Live) de Sebastian Niemann :
- 2005 : Dérapage : Mike Appleby

### À la télévision

#### Séries télévisées
- 1970-1982 : Coronation Street : Tony Parsons (1970-1971) / Frank Hurst (1982) - 10 épisodes
- 1989-1992 : Inspecteur Wexford (Ruth Rendell Mysteries) : gendarme en chef adjoint Freeborn - 12 épisodes
- 1993 : La Brigade du courage (London's Burning) : Charlie Ross - 3 épisodes
- 1995 : Cracker : M. Franklin - 2 épisodes
- 2004 : Affaires non classées : M. Salle - 2 épisodes
- 2005 : Les Condamnées (Bad Girls) : Ron * 2006-2017 : EastEnders : Bert - 95 épisodes
- 2011-2012 : Skins : Dewi - 2 épisodes
- 2022 : After Life : un vieil homme dans une maison de retraite - 4 épisodes

#### Téléfilms
- 1978 : Les Misérables de Glenn Jordan
- 1982 : Le Bossu de Notre Dame (The Hunchback of Notre Dame) de Michael Tuchner et Alan Hume